# Defenestrace

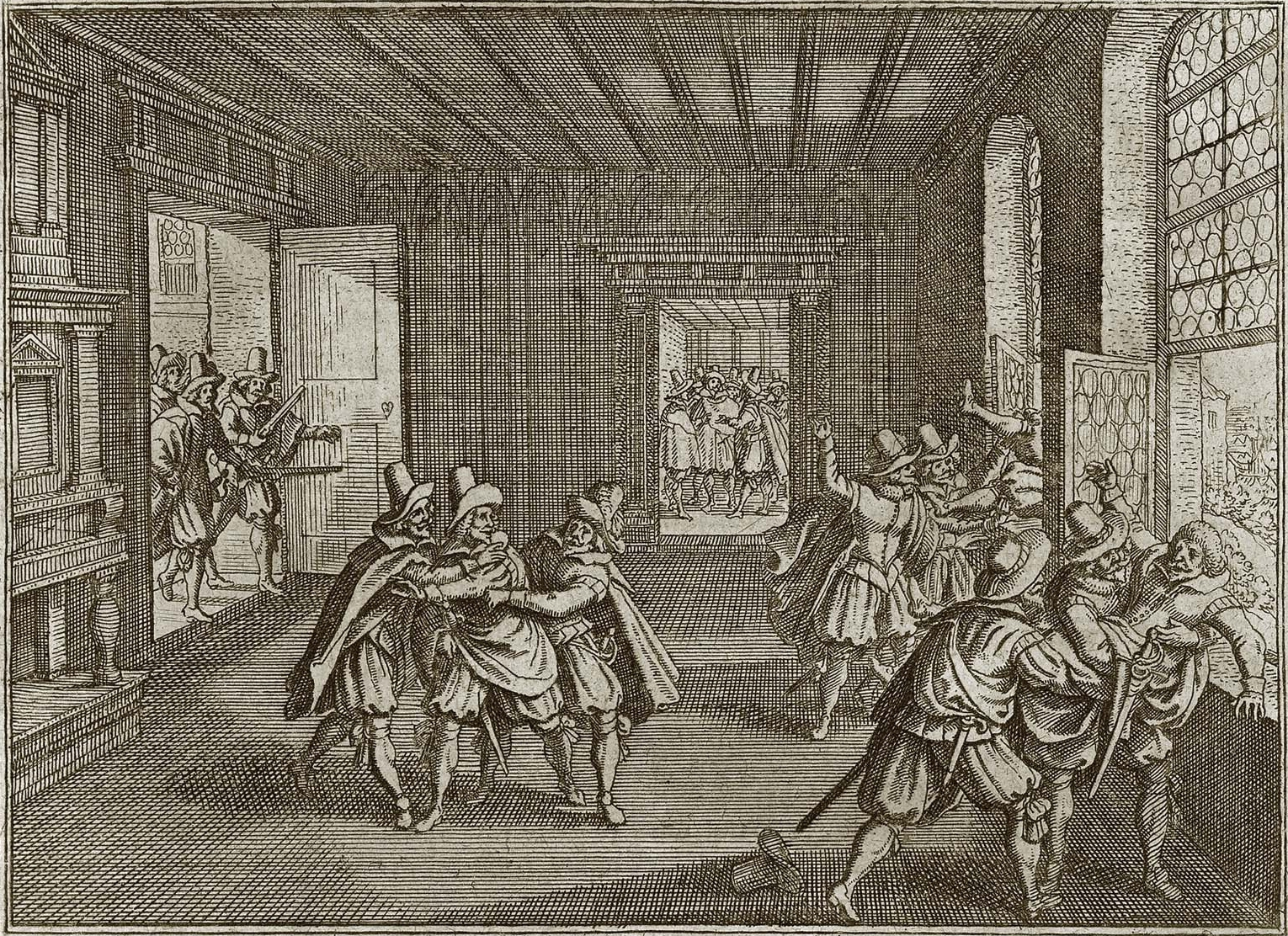
Vyobrazení pražské defenestrace 1618 od Matthäuse Meriana

Defenestrace (z latinské předložky de, z, od, pryč a fenestra, tj. okno) označuje násilné vyhození z okna. Původ slova je odvozován od pražské defenestrace v roce 1618, kdy nespokojení protestantští stavové vyhodili z okna dva královské místodržící a k tomuto činu sepsali obsáhlou apologii. Ovšem ve středověku a v raném novověku se defenestrace konaly poměrně často a toto konání neslo prvky lynče, ordálu a společně spáchané vraždy. Ve středověké a raně novověké společnosti, která je výrazně vertikálně členěna (přičemž význam vrstev směrem odshora klesá), má defenestrace charakter symbolického trestu (svržením odshora dolů dávají vykonavatele najevo, že se svržení v jim vymezené vrstvě chovali nepatřičně).[zdroj⁠?!] Inspirace k defenestraci je také často spatřována ve starozákonním příběhu o bezbožné, nemravné a sadistické královně Jezábel, která byla po převratu prince Jehúa svržena z okna svého paláce vlastními služebníky.

## Pražské defenestrace
Zvláštní význam hrají defenestrace v českých dějinách, tři pražské defenestrace označují události z let 1419, 1483 a 1618. Často se však událost z roku 1483 mezi „významné defenestrace“ nepočítá, což vede k určité nejednoznačnosti, kdy jako „druhá pražská defenestrace“ je označována ta z roku 1618. Také označení „třetí pražská defenestrace“ nemá ustálený význam a označují se jím různé události. Jako třetí pražská defenestrace byla např. označena smrt Jana Masaryka.

### Defenestrace z roku 1419

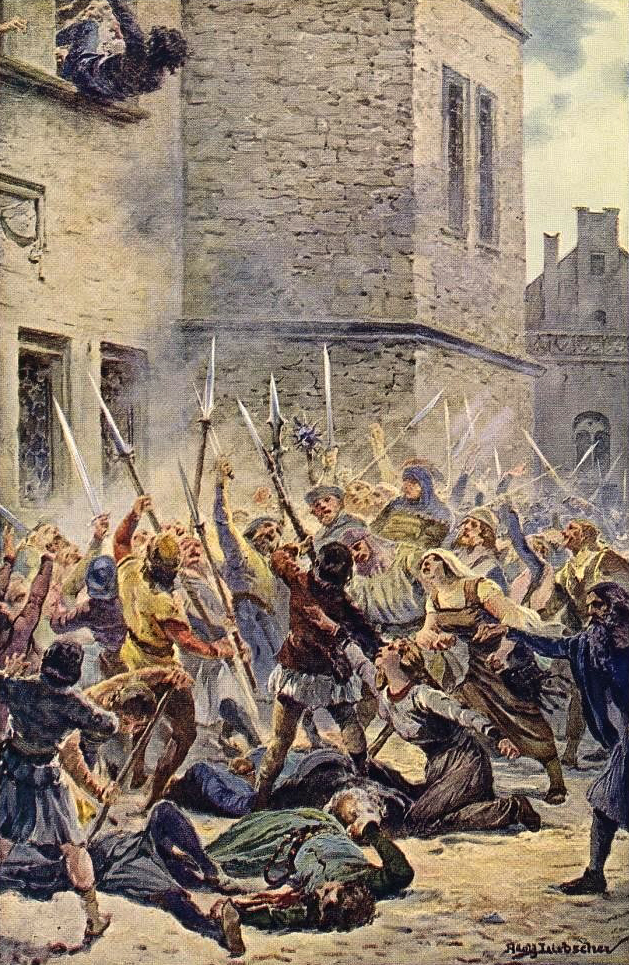
První pražská defenestrace na obraze Adolfa Liebschera

První pražská defenestrace se odehrála v neděli 30. července 1419, kdy byli protihusitští novoměstští radní zabiti svržením z okna radnice. Ozbrojený dav přivedený knězem Janem Želivským po kázání v kostele Panny Marie Sněžné před novoměstskou radnici neúspěšně žádal o vydání vězněných stoupenců přijímání podobojí. Následně, zřejmě za účasti Jana Žižky, na radnici zaútočili a konšely vyházeli z oken a ubili. Událost je považována za počátek husitských válek.

### Defenestrace z roku 1483
Tato defenestrace se udála 24. září 1483 při bouřích pražského obyvatelstva za vlády krále Vladislava Jagellonského, kdy strana podobojí, obávající se o svůj vliv, provedla násilný převrat na Starém i Novém Městě a na Malé Straně. Z oken příslušných radnic byli vyhozeni staroměstský purkmistr a těla sedmi zabitých novoměstských konšelů.
Převrat v Praze přispěl k omezení panovnické moci a zabránil obnovení předhusitských poměrů.
6. října 1483 uzavřely tři pražské obce smlouvu o jednotě a společném postupu, která přinesla nadvládu kališnické konfese. Vývoj pak směřoval k náboženskému smíru a vyhlášení rovnoprávnosti obou církví na kutnohorském sněmu v roce 1485.

### Defenestrace z roku 1618

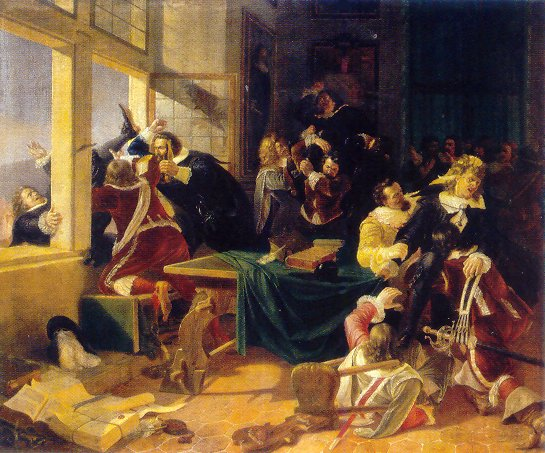
Smetání místodržících na hradě Pražském r. 1618. Romantická malba Karla Svobody z roku 1844

K této defenestraci došlo 23. května 1618. Byla demonstrativním aktem odporu českých stavů vedených Jindřichem Matyášem Thurnem proti porušování Rudolfova majestátu. Zahájila české stavovské povstání. Při této akci byli z oken Pražského hradu vyhozeni královští místodržící Vilém Slavata z Chlumu a Košumberka a Jaroslav Bořita z Martinic a sekretář Filip Fabricius. Událost se obešla bez obětí na životech.